# Ihor Borysyk
Ihor Wiktorowycz Borysyk, ukr. Ігор Вікторович Борисик, ros. Игорь Викторович Борысик (ur. 2 czerwca 1984 w Jaźwinkach na Białorusi) – ukraiński pływak, dwukrotny medalista mistrzostw świata na krótkim basenie, mistrz Europy na krótkim basenie na 100 m stylem klasycznym.

## Sukcesy

### Mistrzostwa świata (basen 25 m)
- 2008 Manchester –  (100 m klasycznym)
- 2008 Manchester –  (200 m klasycznym)

### Mistrzostwa Europy (basen 25 m)
- 2004 Wiedeń –  (100 m klasycznym)
- 2007 Debreczyn –  (100 m klasycznym)[1]
- 2008 Rijeka –  (100 m klasycznym)
- 2008 Rijeka –  (200 m klasycznym)
- 2009 Stambuł –  (100 m klasycznym)
- 2012 Chartres –  (200 m klasycznym)